# نحن العالم (أغنية)
نحن العالم (we are the world) هي أغنية منفردة خيرية كتبها مايكل جاكسون وليونيل ريتشي وقام بإنتاجها كل من كوينسي جونز ومايكل أومارتيان لألبوم نحن العالم. تم تسجيلها سنة 1985 من قبل مجموعة من نجوم الغناء العالميين بالولايات المتحدة الأمريكية لجمع الأموال بغية مكافحة المجاعة في إثيوبيا بأفريقيا. شكلت الأغنية بمشاركة عدد ضخم من الفنانين اللامعين والأكثر شهرة في صناعة الموسيقى الأميركية حدثًا تاريخيًا في ذلك الوقت بعدد مبيعات تجاوز 20 مليون نسخة.

## خلفية المشروع
في عام 1985، استلهم الفنان والناشط الأمريكي هاري بيلافونت أغنية "Do They Know It's Christmas؟" التي أُنتِجت في المملكة المتحدة من قبل فرقة باند إيد، وقرر تنظيم نسخة أمريكية مماثلة. كان يخطط لتخصيص العائدات لصالح منظمة جديدة هي "الدعم المتحد للفنانين من أجل أفريقيا" (USA for Africa). كانت المنظمة ستوفر الطعام والمساعدات الإنسانية للمجاعة التي ضربت إثيوبيا بين عامي 1983 و1985، والتي تسببت في مقتل حوالي مليون شخص. كما كان بيلافونت يخطط لتخصيص أموال لمساعدة في القضاء على الجوع في الولايات المتحدة الأمريكية.
اتصل بيلافونت بمدير الترفيه وجامع التبرعات كين كرايجين، الذي جلب له عملاءه لايونيل ريتشي وكيني روجرز. بدورهم، استعانوا بستيفي وندر لإضافة المزيد من "القيمة الاسمية". تم اختيار كوينسي جونز ليكون المنتج المشترك، حيث أخذ وقتًا من عمله على فيلم "The Color Purple". كما اتصل جونز بمايكل جاكسون، الذي كان قد أنهى لتوه جولة مع إخوته.